# Геращенко, Олег Аркадьевич
Олег Аркадьевич Геращенко (1925 — 1992) — украинский советский учёный в области теплофизического приборостроения, основатель украинской школы теплометрии, доктор технических наук (1970), профессор (1973), член-корреспондент АН УССР (1976), мастер спорта СССР по парусному спорту.

## Биография
В 1939 семья переехала в Киев. Сначала учился в мореходном училище и речном техникуме, в 1945 поступил в Киевский политехнический институт на 2-й курс теплотехнического факультета, окончил в 1949. Получил направление на Одесский судостроительный и судоремонтный завод, в 1951 вернулся в Киев.
В 1955 защитил кандидатскую диссертацию, с 1951 до 1959 работал научным сотрудником Института теплоэнергетики АН УССР (с 1964 — Институт технической теплофизики АН УССР), заведующий отделом теплометрии, с 1972 — директор. Основатель научного направления «теплометрия» как самостоятельной области измерительной техники, в течение 1960-х — 1970-х создавал научно-исследовательские группы, занимающиеся теплометрией при решении задач в различных научных сферах. Под его руководством создано более 200 приборов и систем, научные разработки стали широко известны как в СССР, так и за рубежом. В 1979 по его инициативе в институте был основан журнал «Промышленная теплотехника». В 1986 участвовал в ликвидации последствий аварии на Чернобыльской АЭС, с его участием для исследования аварийного блока вместе с дозиметрической разведкой, впервые в мире, была проведена и теплометрическая. Умер из-за нарушения здоровья от облучения радиацией.
Под его руководством защищены 40 диссертаций, в том числе 5 докторских работ. Его творческое наследие составляет около 400 научных работ, 5 монографий, получено 170 авторских свидетельств.

## Публикации
- Геращенко О. А. Основы теплометрии. Киев, Наукова думка, 1971.[6]
- Геращенко О. А., Гордов А. Н., Лах В. И., Стаднык Б. И., Ярышев Н. А. Температурные измерения. Киев, Наукова думка, 1984.[7][8]